# Richardson, Duck & Company
Richardson, Duck & Company war von 1855 bis 1925 eine Werft mit Sitz in Thornaby am Fluss Tees in der englischen Region North East England.

## Geschichte
Bereits 1852 wurde die Werft South Stockton Iron Ship Building Company auf dem Betriebsgelände des Maschinenherstellers Fossick gegründet. Drei Jahre nachdem dort die Advance, das erste eiserne Dampfschiff am Fluss Tees, gebaut worden war, wurde die Werft von Joseph Richardson und George Nixon Duck übernommen und in Richardson and Duck umbenannt. In den ersten zehn Jahren baute das Unternehmen 50 Dampfschiffe aus Eisen, 10 Segelschiffe und 29 Barkassen. 1859 lief der Raddampfer Tasmanian Maid vom Stapel, der 1863 in das Kanonenboot HMS Sandfly umgebaut wurde.
1859 übernahm Richardson, Duck & Co. die Werft Rake Kimber in Middlesbrough, wo sie elf Schiffe konstruierten und bauten, bevor sie die Werft 1862 an Backhouse and Dixon verkauften.
1870 baut Richardson, Duck & Co. u. a. das Dampfschiff Burgos (Baunummer 160), die 1884 mit einer 3-fach Expansionsdampfmaschine von Blair & Co ausgestattet wurde.
In den 1900er Jahren begann die Werft mit dem Bau von Stahlschiffen. Innerhalb dieses Jahrzehnts baute die Werft 500 Trampdampfer, Handelsschiffe und Leichter. Die Richardson, Duck & Co. wurde Lizenzempfänger für das Isherwood System, einem Patent über das Längsspantensystem bei Schiffsrümpfen.
Die von Richardson, Duck & Co. 1911 gebauten Schiffe umfassten den Frachtdampfer Budapest (Baunummer Nr. 616.), der später in Kerwood umbenannt und im Jahre 1918 an die US Navy als USS Kerwood übergeben wurde. Im Jahr 1912 baute die Werft insgesamt zwölf Schiffe und formierten sich zu einer beschränkt haftenden Kapitalgesellschaft (Ltd.).
Während des Ersten Weltkrieges wurden die zur Arabis-Klasse zählende HMS Rosemary (Baunummer 661) und die zur Aubretia-Klasse gehörende HMS Tulip (Baunummer 666) gebaut. Richardson, Duck & Co. baute zur Zeit des Krieges War-Schiffe des Typs „A“ und „AO“, darunter die Farnworth (Baunummer 651), die Plawsworth (Baunummer 652), die Kenilworth (Baunummer 662), die War Vulture (Baunummer 671), die War Strauß (Baunummer 672), die War Anglian (Baunummer 673) sowie die Clearton (Baunummer 677).
Im Jahr 1919 wurde Richardson, Duck & Co. eine Aktiengesellschaft, ein Jahr später erwarben James und Walter Gould eine Mehrheitsbeteiligung an der Werft. 1922 erschwerten Arbeitskämpfe und ein Mangel an Aufträgen die Situation der Werft. Das letzte Schiff von Richardson, Duck & Co. war der Dampfer Southborough (Baunummer Nr. 689), die 1924 vom Stapel lief. Im Mai 1925 ging die Gould-Gruppe in Liquidation, 1933 wurde die Werft abgerissen.